# دبلوم المهندس
دبلوم المهندس (بالفرنسية: Diplôme d'Ingénieur) هي درجة الدراسات العليا في الهندسة والتي تمنح عادة من قبل المدارس الكبرى في الهندسة. وعادة ما يتم الحصول عليه بعد خمس إلى سبع سنوات من الدراسة بعد البكالوريا.
يُمنح كل حامل لشهادة الهندسة أيضًا لقب "مهندس خريج" (Ingénieur diplômé). وهذا يختلف عن لقب "المهندس" (ingénieur) الذي يعتبر أقل تنظيمًا. يعادل دبلوم الهندسة درجة الماجستير في الهندسة في الولايات المتحدة ودول الاتحاد الأوروبي وفي مستعمرات فرنسا السابقة.
تسمح معظم المدارس الكبرى لطلابها بالانضمام إلى درجة مزدوجة من إحدى الجامعات (في فرنسا أو في الخارج). علاوة على ذلك، يمكن للخريجين متابعة درجة الدكتوراه الانتقائية بعد دراساتهم الهندسية للانضمام إلى الأوساط الأكاديمية أو قسم البحث والتطوير الصناعي.

## الاعتماد الاكاديمي
يتم تنظيم لقب "مهندس خريج" بشكل صارم في فرنسا وشمال إفريقيا وتحميه الدولة.
في فرنسا، أي مؤسسة تصدر دبلوم الهندسة يجب أن تكون معتمدة من قبل لجنة الألقاب الهندسة (داخل وزارة التعليم العالي والبحث في فرنسا) وهي الهيئة الإدارية الرسمية المسؤولة عن تقييم مؤسسات التعليم العالي لتدريب المهندسين المحترفين. أي شخص يتبين أنه يسيء استخدام اللقب يتعرض لغرامة قدرها 15,000 يورو والحكم لمدة عام في السجن.  
في المغرب، يجب أن تكون أي مؤسسة تصدر "دبلوم مهندس الدولة" معتمدة من قبل الدولة المغربية.
منذ التوقيع على عملية بولونيا في عام 1999، تمنح الدولة الفرنسية أيضًا درجة الماجستير الأوروبية لحامل دبلوم الهندسة.
تم الاعتراف بشهادة الهندسة أيضًا في الولايات المتحدة من قبل الرابطة الأمريكية للمسجلين الجامعيين وموظفي القبول منذ عام 2013 باعتبارها "ماجستير العلوم في الهندسة" دون الحاجة إلى الحصول على درجة البكالوريوس الوسيطة. 

## المدارس والجامعات الكبرى
تتميز فرنسا والمغرب وتونس بشكل خاص بأن المدارس الكبرى في الهندسة هي المعتمدة لإصدار دبلوم الهندسة، والذي يختلف عن درجتي البكالوريوس والماجستير في الهندسة الصادرة عن الجامعات العامة. العديد من المدارس الكبرى المرموقة هي أعضاء في مؤتمر المدارس الكبرى.
الجامعات في فرنسا والمغرب وتونس هي مؤسسات شاملة تتكون من عدة كليات تغطي مجالات مختلفة (العلوم الطبيعية، الهندسة، القانون، الاقتصاد، الطب، العلوم الإنسانية، إلخ) مع عدد كبير من الطلاب. من ناحية أخرى، فإن المدارس الكبرى في الهندسة أصغر بكثير من حيث الحجم وتنتقي طلابها بعمليات أكثر انتقائية (عادةً بضع مئات من الطلاب سنويًا لكل مؤسسة، وبضعة آلاف من الطلاب سنويًا على مستوى الدولة).

## مقررات
يتم تعليم المهندسين الطلاب في المدارس الكبرى بالتعاون الوثيق مع مختلف الصناعات من خلال الشراكات الأكاديمية الصناعية، والتي تقدم الخريجين للحياة المهنية مع منحهم أساسًا متينًا في تخصصهم. نظرًا لأن العديد من الخريجين سوف يتقدمون إلى مناصب قيادية في المشاريع والفرق المستقبلية، يتم أيضًا تضمين الدورات التدريبية المتعلقة بالإدارة والتدريب المهني في المنهج الدراسي.
بالإضافة إلى المنهج الأساسي في الهندسة والعلوم، غالبًا ما يتضمن تدريب المهندسين، على سبيل المثال لا الحصر، ما يلي:
- دورات في العلوم الإنسانية والاجتماعية
- دورات في إدارة الأعمال
- زيارات لمواقع الإنتاج
- المؤتمرات والمحادثات المهنية من قبل المتخصصين
- التدريب والمشاريع البحثية

## تدريب مهني
يتطلب أكثر من 90% من البرامج الهندسية تدريبًا داخليًا واحدًا على الأقل (عادةً في بيئة الأعمال) في مرحلة ما من المنهج الدراسي.
تنظم معظم المدارس ثلاثة أنواع من التدريب الداخلي لتدريب الطلاب على مسؤوليات تقدمية، في البداية كمراقبين وبشكل متزايد كعناصر فاعلة، للحصول على فهم شامل ومنظور لجميع مستويات المسؤولية والأدوار داخل الصناعة. ويمكن للمرء أن يميز بين تدريب "العمال" (الياقات الزرقاء)، وتدريب "كبار الفنيين"، وتدريب "الخريجين" حيث يؤدي الطلاب نفس النوع من العمل الذي سيؤدونه كمهندسين خريجين. يتم تصنيف التدريب الداخلي ويشكل جزءًا من متطلبات الدرجة الأكاديمية.

## روابط خارجية
- "Technische Universität Wien : Master Programs". www.tuwien.ac.at. مؤرشف من الأصل في 2024-06-27. اطلع عليه بتاريخ 2019-02-02.